# Potter Peak
Der Potter Peak ist ein rund 1650 m hoher Berg im Osten des westantarktischen Ellsworthlands. Er ragt in den Sweeney Mountains 10 km östlich des Mount Jenkins auf.
Teilnehmer der US-amerikanischen Ronne Antarctic Research Expedition (1947–1948) entdeckten ihn bei einem Überflug. Der United States Geological Survey kartierte ihn anhand eigener Vermessungen und mittels Luftaufnahmen der United States Navy zwischen 1961 und 1967. Das Advisory Committee on Antarctic Names benannte den Berg 1968 nach Christopher J. Potter, Glaziologe auf der Byrd-Station zwischen 1965 und 1966.